# ヴァシーリー4世
ヴァシーリー4世またはヴァシーリー・シュイスキー（ロシア語: Василий Иванович Шуйский / 英語: Vasily IV Ivanovich Shuisky, 1552年9月22日 - 1612年9月12日）は、モスクワ・ロシアのツァーリ（在位1606年 - 1610年）で、動乱期の短命な統治者の一人。

## 生涯

### 即位以前

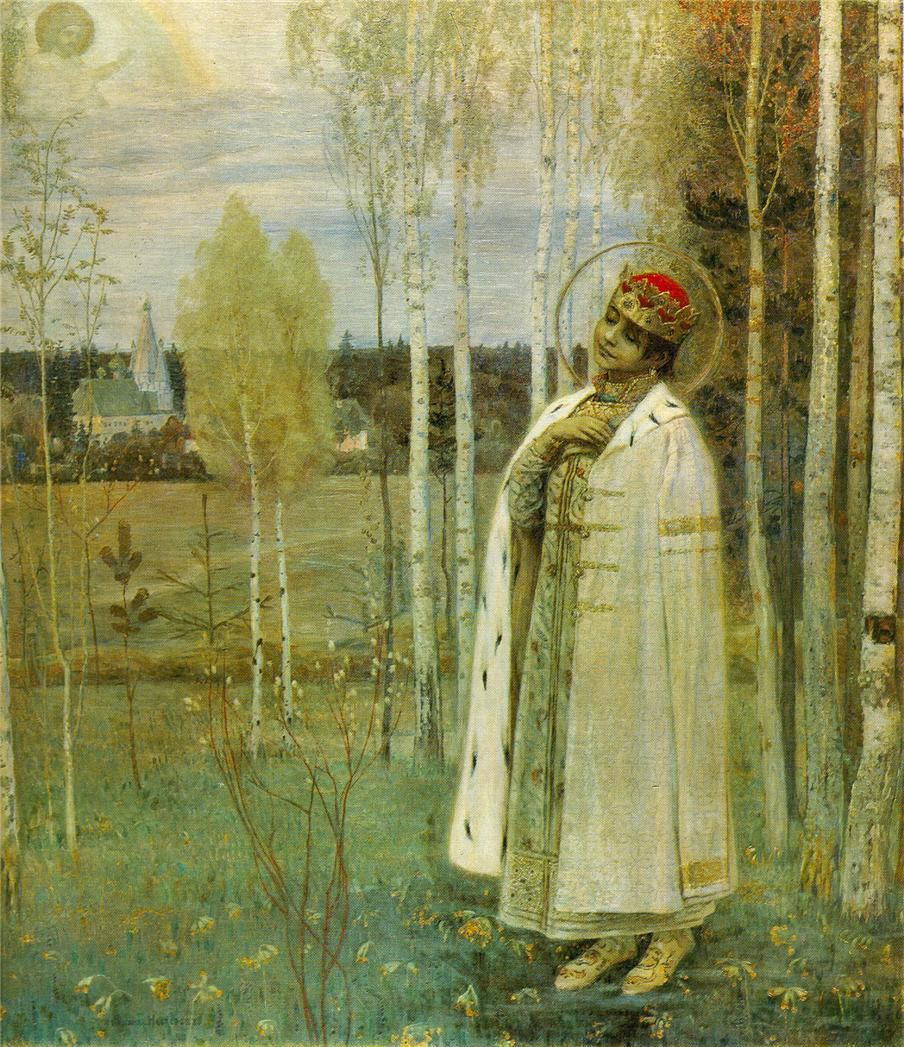
ドミトリー

ヴァシーリーはかつてニジニ・ノヴゴロドを統治していた、モスクワ大公家の傍流、ひいてはその家系をリューリクにさかのぼる大貴族シュイスキー家の出身であった。
ヴァシーリーは若い頃、イヴァン4世の親衛隊オプリーチニキに属していた。
1584年イヴァン4世の死後、フョードル1世の摂政団の一人を務めていた一族のイヴァン・シュイスキーが、ボリス・ゴドゥノフとの争いで失脚した際、彼も連座して追放された。
だが、シュイスキーはのちに許されて、ボリスに仕えることとなった。
1591年にフョードル1世の異母弟ドミトリーが分領のウグリチで謎の死を遂げる事件が起きると、ボリスに皇子の死因調査団の団長を任せられ、その死因を探った。
シュイスキーはこれに関して、ドミトリーがナイフを持って遊んでいたときにてんかんの発作を起こし、自分の持っていたナイフで喉を傷つけてしまった、と事故死と判断を下した。
その後、1598年、フョードル1世の死によりリューリク朝が断絶し、ボリス・ゴドゥノフがツァーリに即位すると、彼はそれを認めて従っている。　

### 即位

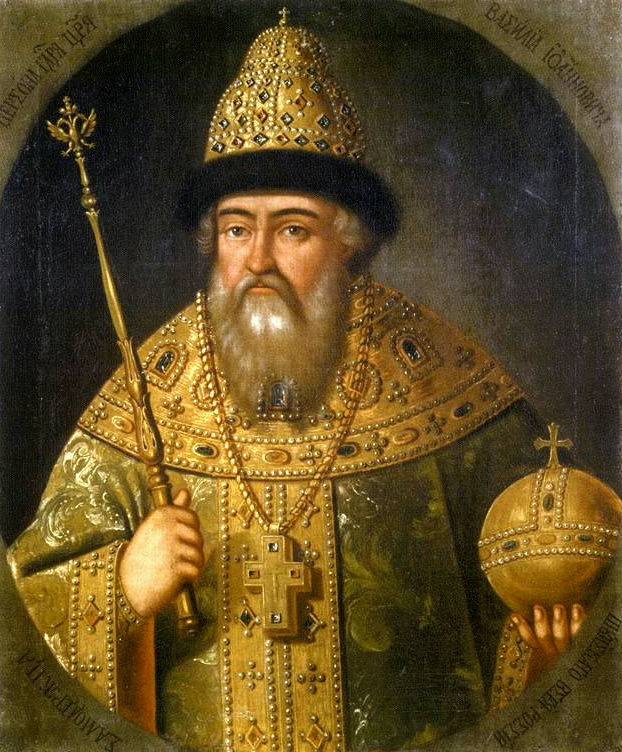
ヴァシーリー4世

1605年4月にボリス・ゴドゥノフが死に、ボリスの息子フョードル2世が即位すると、シュイスキーはドミトリーの母マリヤ・ナガヤともども偽ドミトリー1世を本物の王子と認めて前言を翻し、フョードル2世を裏切った（彼はドミトリーの死に関して、「ボリスが送り込んだ刺客が誤ってその友人を殺した」とし、偽ドミトリー1世が本物のドミトリー皇子であると主張した）。
その後、モスクワに迎えられた偽ドミトリー1世が大貴族や民衆の人気を急速に失っていくと、今度は彼を偽物と糾弾し始める。
翌1606年5月、シュイスキーは他の大貴族の支持を取り付けて、偽ドミトリー1世を廃位・殺害し、直後に支持者によってツァーリに選出された。
シュイスキーはアレクサンドル・ネフスキーの弟であるウラジーミル大公アンドレイ2世の直系子孫であり、かつリューリク朝断絶後におけるリューリクの最後の男系子孫でもあり、帝位継承の血統上でのみ考えれば、最も相応しいツァーリ候補の一人だった。
即位後、シュイスキーは本物のドミトリーが死んでいることを実証するため、同年6月3日に皇子の遺体をウグリチからモスクワに運ばせた。この時、掘り起こされた皇子の遺体は腐敗していなかったとされ、この奇跡によってドミトリーはロシア正教会に列聖された。

### 治世と混乱

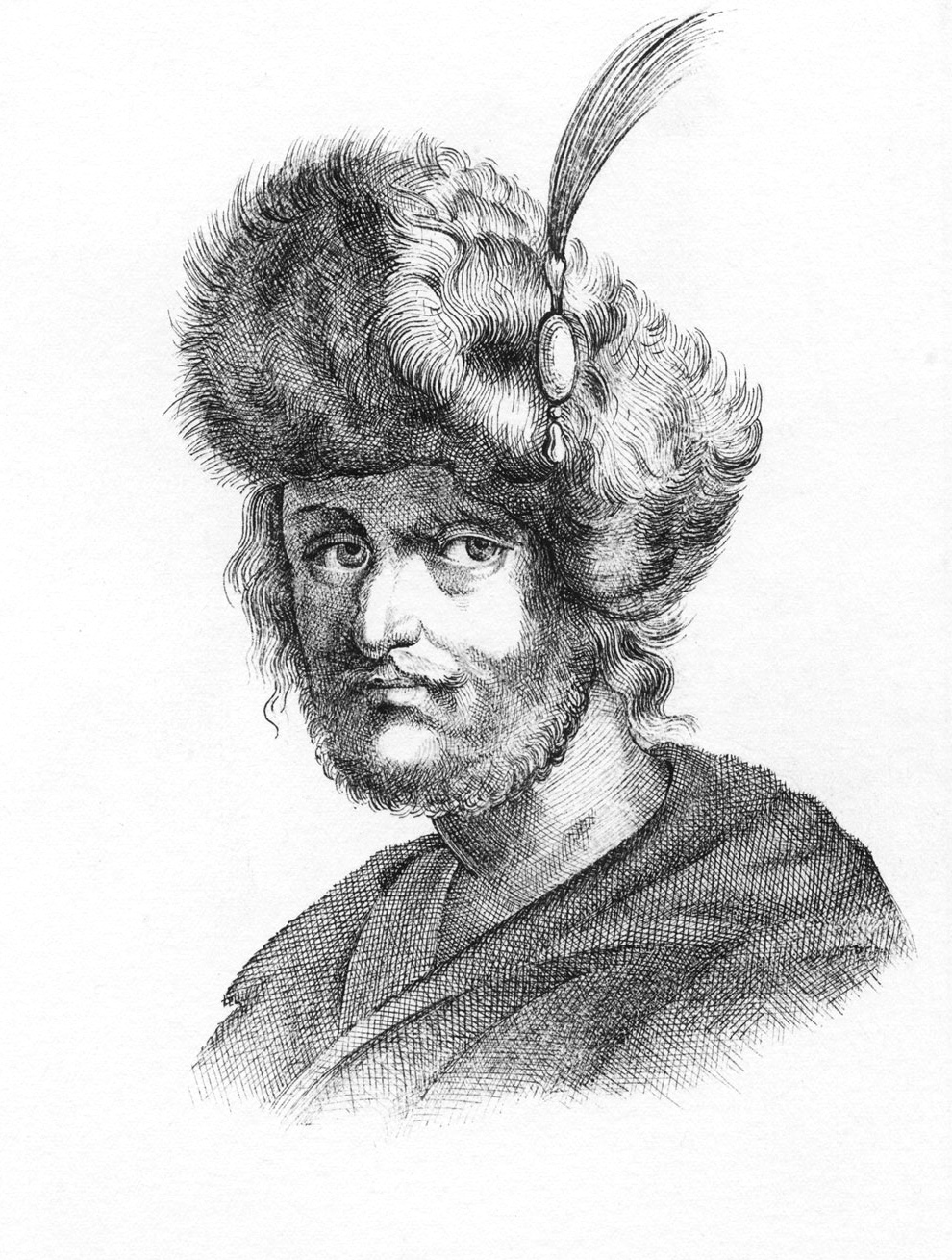
偽ドミトリー2世

ヴァシーリー4世はその治世、彼の正統性を疑う多くの大貴族に譲歩し（彼がリューリクの子孫であることは間違いないが）、貴族会議の存在が重みを増した。
また、動乱時代で国内が分裂状態にあったため、その権威はきわめて弱く、フョードル1世の息子を僭称する偽ピョートルが出現したり、即位した年には大貴族とコサックが結託した大規模なイヴァン・ボロトニコフによる反乱が起きた。
翌1607年にイヴァン・ボロトニコフの反乱は鎮圧したが、さらに同年末、今度は「生きのびた」偽ドミトリー1世を名乗る偽ドミトリー2世が出現し、不満分子を中心に支持を得て、南部に大きな勢力を持つようになっていった。
偽ドミトリー2世を撃退するべく、シュイスキーはスウェーデンに支援を求めたが、代償としてリヴォニアなどの領土の一部を手放す羽目に陥り、さらにスウェーデンと同盟してポーランドと戦うことまで約束させられた。
しかし、このことはスウェーデンと対立するポーランドによる武力介入を促すことになった。

### 退位

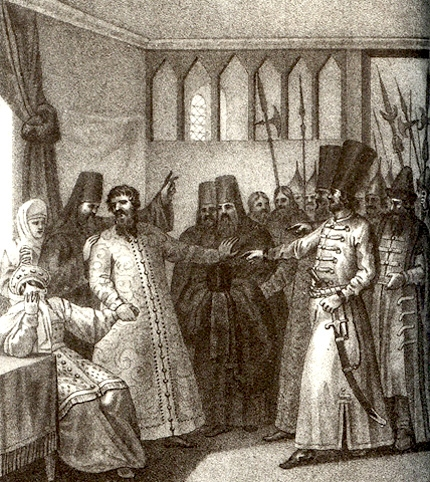
修道士にさせられるヴァシーリー4世

1610年4月、ヴァシーリーの甥で有能な将軍だったミハイル・スコピン＝シュイスキーが急死すると、その死後すぐにヴァシーリーが彼を暗殺したという噂が流れた。
噂の内容は一例を挙げると、ミハイルが数々の戦功をたてたことで人気が高まっていたことで、ヴァシーリーがツァーリの地位を追われることを恐れたために暗殺した、といったものである。
いずれにせよミハイルの死によって、シュイスキー家の政権は国内における支持をほぼ失うことになってしまった。
同年7月、ポーランド軍がモスクワへと進軍する中、シュイスキーはロマノフ家、ヴォロティンスキー家、ムスチスラフスキー家などの親ポーランド派大貴族によるクーデタによって退位させられ、修道士にされた。

### ポーランドへの派遣と死

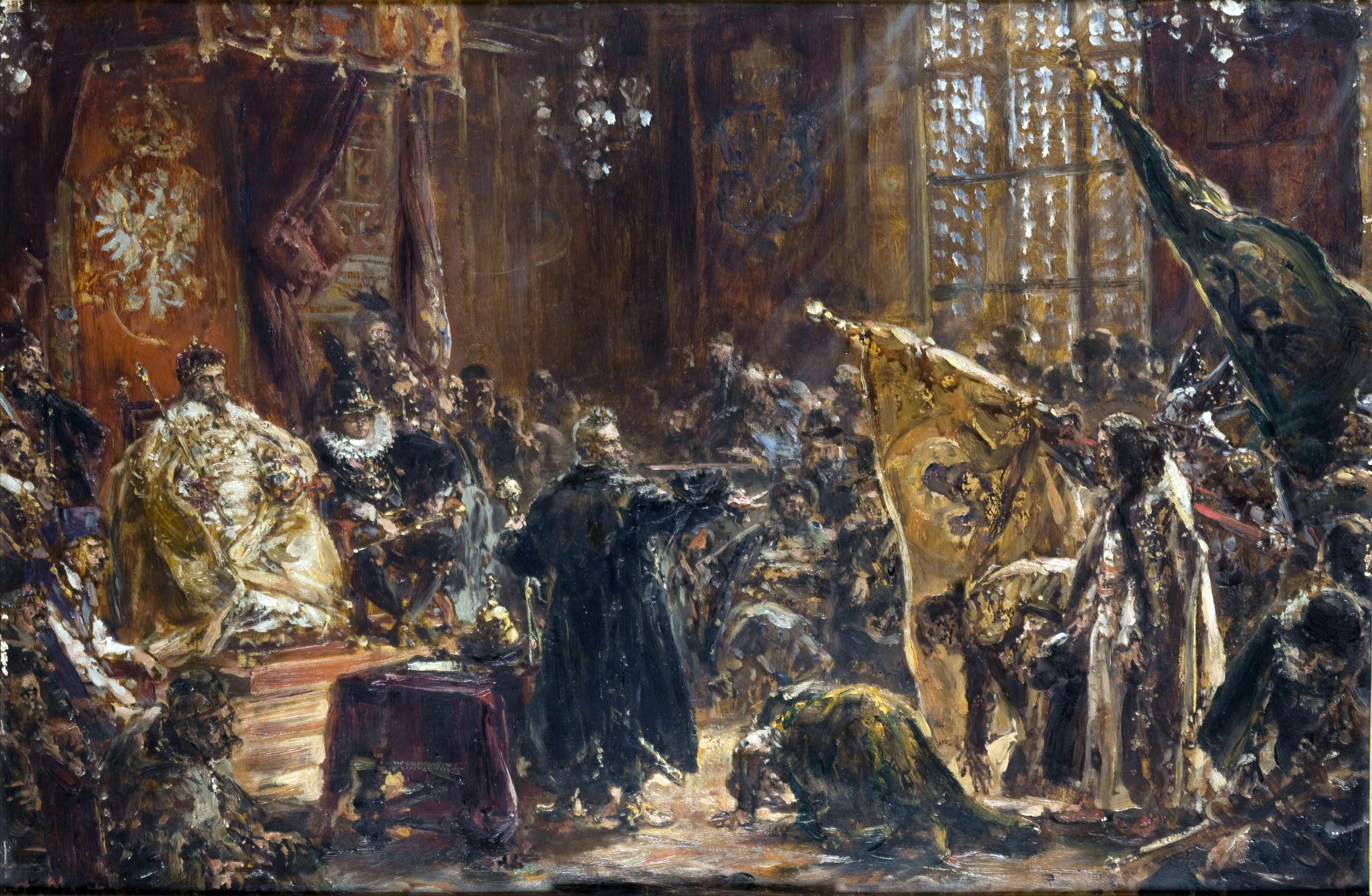
ジグムント3世にロシア使節として拝謁する廃帝ヴァシーリー・シュイスキー

1611年10月、ポーランドのヴワディスワフ王子を新ツァーリとして推戴するため、ワルシャワへ派遣された使節団（団長はフィラレート）に加わり、29日に国王ジグムント3世と謁見した。
しかし、その際、ヴァシーリーはフィラレートとともに捕虜となって抑留されてしまい、翌年9月ワルシャワ郊外ゴスチニンで死んだ。
ヴァシーリー4世の退位後、ロシアでは1610年から1613年にミハイル・ロマノフが即位するまでの3年間、ツァーリ不在の、いわゆる動乱時代における「空位期間」が続いた。

## 人物像

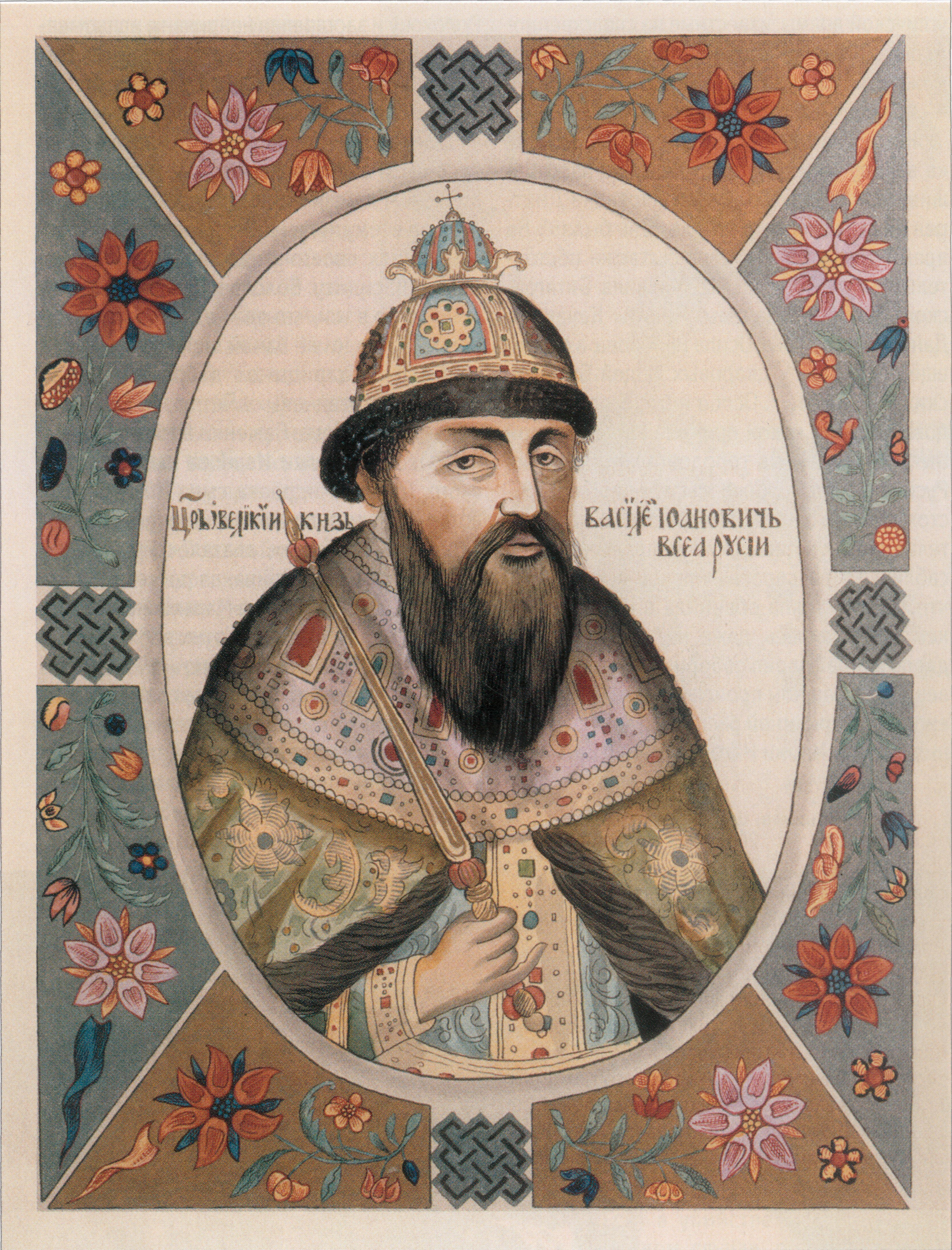
ヴァシーリー4世

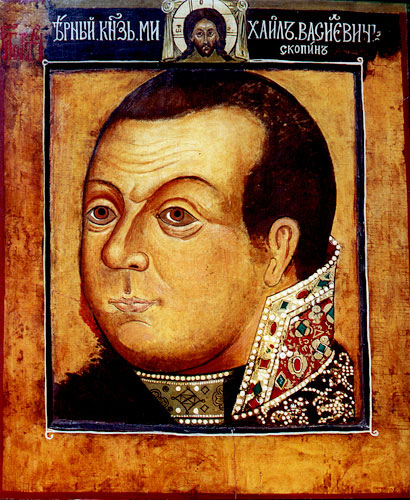
ミハイル・スコピン・シュイスキー

ロシア皇帝歴代誌によると、ヴァシーリー4世は低身長で、目はほとんど見えていなかったとされ、性格は迷信深く、謀を好んだとされている。
事実、彼は自身の家系がリューリク朝の流れくんでいたことからツァーリの位を狙っていたようで、1591年にフョードル1世の異母弟ドミトリーが変死した事件が起きると事故死と判断を下しておきながら、1605年のボリス・ゴドゥノフの死後それを撤回してフョードル2世を裏切り、その後迎え入れた偽ドミトリー1世が不人気となると殺害するなど、権謀術数を駆使し臨機応変に対応して、都合よくツァーリの位を得ることに成功している。
イヴァン・チモフェーエフはヴァシーリーについて『年代記』で、「全国民の同意もないまま可能な限りの迅速さをもって、ヴァシーリーはツァーリに宣ぜられた。また、固辞する様子はまったく見せなかった」と語っている。
しかし、ヴァシーリー4世は大貴族をはじめとする人々からは不人気で疑いの目をかけられており、ロシア国内外ともに不安定な動乱時代であったため、彼らに大きく譲歩せざるを得なかった。ポーランド軍の司令官スタニスワフ・ジュウキェフスキは「狼のように貪欲に権力をつかみとった男」とし、ツァーリの位を得たことで対立する貴族らの妬みを買っていたと語っている。
結局、ヴァシーリー4世の迷信深く、謀を好む性格は、数々の戦功をたて人気の高かった甥ミハイル・スコピン・シュイスキーの殺害に結びつき（ヴァシーリーが暗殺したという証拠はないが、ミハイルが若く、死の直前まで戦場にいたことから、暗殺の可能性が極めて高い）、これにより自身でその立場をさらに弱め、その破滅を招く結果となった。

## シュイスキー家の家系
シュイスキー家の家系を見れば、ヴァシーリー4世がリューリクの流れをくむ男系の子孫であるとわかる。
1. リューリク：（ノヴゴロド公）
2. イーゴリ・リュリコヴィチ：（キエフ大公・イーゴリ1世）
3. スヴャトスラフ・イゴレヴィチ：（キエフ大公・スヴャトスラフ1世）
4. ウラジーミル・スヴャトスラヴィチ：（キエフ大公・ウラジーミル1世）
5. ヤロスラフ・ウラジミロヴィチ：（キエフ大公・ヤロスラフ1世）
6. フセヴォロド・ヤロスラヴィチ：（キエフ大公・フセヴォロド1世）
7. ウラジーミル・フセヴォロドヴィチ：（キエフ大公・ウラジーミル2世、ウラジーミル・モノマフ）
8. ユーリー・ウラジミロヴィチ：（キエフ大公・ユーリー1世、ユーリー・ドルゴルーキー）
9. フセヴォロド・ユーリエヴィチ：（キエフ大公・フセヴォロド3世）
10. ヤロスラフ・フセヴォロドヴィチ：（ウラジーミル大公・ヤロスラフ2世）
11. アンドレイ・ヤロスラヴィチ(ru)：（ウラジーミル大公・アンドレイ2世）
12. ヴァシーリー・アンドレエヴィチ：（スーズダリ公）
13. コンスタンティン・ヴァシリエヴィチ(ru)：（スーズダリ公）
14. ドミトリー・コンスタンティノヴィチ(ru)：（ウラジーミル大公）
15. ヴァシーリー・ドミトリエヴィチ(ru)：（ニジニーノヴゴロド公）
16. ユーリー・ヴァシリエヴィチ：（シュイスキー家）
17. ヴァシーリー・ユーリエヴィチ(ru)：（シュイスキー公）
18. ミハイル・ヴァシリエヴィチ：（シュイスキー家）
19. アンドレイ・ミハイロヴィチ(ru)：（シュイスキー家）
20. イヴァン・アンドレエヴィチ(ru)：（シュイスキー家）
21. ヴァシーリー・イヴァノヴィチ：（ツァーリ・ヴァシーリー4世）